# Sayid Jarrah
Sayid Jarrah, es un personaje de ficción de la serie de televisión estadounidense Lost (Perdidos), interpretado por el actor Naveen Andrews.
Jarrah, nacido en Tikrit, Irak, el 17 de enero de 1969, formaba parte de la Guardia Republicana Iraquí como oficial de comunicaciones. Durante la Guerra del Golfo su unidad cae en poder de las tropas estadounidenses, quienes le obligan contra su voluntad a interrogar mediante tortura a sus compañeros de unidad, con la finalidad de interceptar el ataque terrorista de un conocido de Jarrah.
De esa manera asciende al servicio de inteligencia, donde extrajo información mediante tortura. Una de las personas interrogadas fue Nadia, una amiga de la infancia, con ella solo fueron amenazas, luego de no torturarla y por tanto no conseguir información, su superior le ordena matarla, sin embargo, él le ayudara a escapar. Juró que nunca más volvería a torturar a nadie, aunque rompió su promesa en la isla, torturando en las dos primeras temporadas a Sawyer por unas medicinas y a Benjamin Linus, el líder de "Los  Otros" para aclarar su identidad e intenciones.

## Historia en la isla
Durante los primeros días organiza a la gente en equipos, por lo que se gana un sitio en el "grupo de decisión".
En la isla reparó el transceptor con el que se captó un mensaje en francés proveniente de la propia isla. Posteriormente lo adaptó para triangular el origen de la señal, aunque no pudo ya que fue golpeado por Locke antes de poder descubrirlo.
Junto a Jack, tuvo que torturar a Sawyer para que este les dijera dónde se encuentra la medicina contra el asma que padece Shannon. Arrepentido y avergonzado, por su promesa, abandona al grupo y se va rodeando la isla con la intención de hacer un mapa, o eso es lo que él dice. Es entonces cuando descubre un cable que se interna en la selva y siguiéndolo entra en contacto con otro habitante de la isla, Danielle Rousseau, la mujer que grabó el mensaje de radio. Ella lo secuestra pensando que es uno de "los Otros" y lo tortura para que le diga dónde está su hija Alex Linnus . Rousseau se convence de que no es uno de ellos y él le cuenta su historia y sobre el accidente aéreo.
Cuando regresa con los de su grupo para advertirles de que no están solos, todo cambia. Sayid pide disculpas a Sawyer y comienza a enamorarse de Shannon. Mientras tanto los del sector de cola van con Sawyer, Michael y Jin hacia su grupo. Pero en el camino escuchan susurros y Ana lucía (una de los del sector de cola) dispara a Shannon por error. 
Después de la muerte de Shannon, aparece Rousseau, quien buscaba a Sayid porque había atrapado a uno de "Los Otros". Cuando llegan al búnker, Sayid vuelve a romper su promesa de no torturar a alguien. Torturó al prisionero que se hacía llamar Henry Gale. Pero con sus años de experiencia como torturador, Sayid afirma que miente y que es uno de ellos, aunque no pueda probarlo.

## Historia inmediata
Su amor por Nadia lo llevó a traicionar a un gran amigo de la universidad. En Sídney es robado un gran cargamento de explosivos, la CIA averigua que terroristas árabes lo han robado para un atentado, entonces sabiendo de sus contactos en Irak llaman a Sayid, pidiéndole que los ayude a cambio de decirle dónde puede encontrar a Nadia. Entonces Sayid se relaciona con un antiguo amigo de la universidad de El Cairo, un hombre de buen corazón, el cual iba a ser el suicida encargado del atentado, pues estaba manipulado por sus superiores que le decían que sería un mártir si lo hacía, a pesar de que se arrepintió, Sayid lo convenció de que lo hiciera, para así poder recuperar el explosivo. En el día "D", cuando ambos, por engaño de Sayid, iban a inmolarse; le dice la verdad, y le pide que se vaya antes que llegue la CIA y lo aprese, pero este se siente traicionado y se suicida. Luego a Sayid le dicen que Nadia está en Los Ángeles, y le dan un pasaje en avión con partida en ese mismo día, pero el pide que lo postergue para el día siguiente porque quería darle funeral tradicional a su amigo, justo por eso Sayid tuvo que viajar en el Oceanic 815, con lo cual entra a esta historia.

## Segunda temporada
En la segunda temporada, cuando era pareja de Shannon, ella tiene visiones de Walt, y le pide a Vincent que olfatee una prenda de Walt para así encontrarlo, Sayid decide acompañarla, hasta que ambos lo ven en la jungla susurrando, Shannon decide seguirlo, pero por error recibe un disparo de una asustada Ana Lucía Cortez que pensaba que era uno de "Los Otros"

## Después de la isla
Sayid lográ salir de la isla, al igual que Jack Shepard, Katherine Austen, Hugo Reyes, Sun-Hwa Kwon, Aaron (hijo de Claire) y Desmond David Hume (este no se da a conocer como sobreviviente), quienes son llamados "Los seis de Oceanic" (The Oceanic Six). 
En el capítulo El economista (The Economist) se ve a Sayid matando a un hombre, al parecer es su nuevo trabajo al salir de la isla; después conoce a una mujer y comienza salir con ella, al final se muestra que Sayid solo salía con ella para llegar hasta su jefe, a quién iba a matar porque estaba en "la lista", pero ella estaba al tanto y cada uno le dispara al otro, ella muere y él regresa con su jefe, Benjamin Linus. Con influencia de Shepard, Sayid y los demás regresan a la isla. 

## Su final
Al regresar a la isla es hecho preso por los de la iniciativa Dharma, luego de escapar, será infectado por las malas energías de la isla, con lo que su ánimo decaera, a pesar de eso, en el episodio (the candidate) para redimirse, protege a Jack, Kate, Hugo, Sawyer, Sun y Jin, de la muerte, llevándose una bomba al rincón más alejado del submarino, la bomba explota y muere en el acto.